# Kevin O'Leary
Terence Thomas Kevin O'Leary (Montreal, 9 de julho de 1954) é um empresário, investidor, jornalista, autor e personalidade da televisão canadense-irlandês.